# Буланіди
Буланіди (Сабріеліди, Обадіди) — династія правителів Хозарського каганату ІХ—Х ст. Носили титул бека тобто царя, рідше вважається, що вони були каганами.
Засновником династій був хозарський полководець Булан, з іменем якого пов'язують прийняття хозарами юдаїзму у 740-750-х роках. Внуку Булана, Обадії на рубежі VIII та IX століть вдалось стати фактичним правителем держави, закріпивши за собою та своїми потомками титул бека або заступника кагана. За каганами після цього залишилось лише номінальне верховенство та церемоніальні функції.
Наслідування престолу в династії відбувалось від батька до сина, в той час як в інших тюркських народів було прийнято передавати владу від дядька до племінника. Серед Буланідів таке трапилось лише одного разу — після правління сина Обадії, Єзекії, і внука, Манасії, трон перейшов до брата Обадії, Ханукки. Дослідники вважають що це могло статись внаслідок внутрішньої боротьби серед правлячої верхівки каганату.
Повний список царів з династії Буланідів відомий завдяки хозарсько-єврейській кореспонденції Х ст. До нього входять 13 осіб, починаючи з Обадії, і закінчуючи Йосипом, який правив Хозарією напередодні її розгрому Святославом Ігоровичем у 950-х роках.